# جورج هودل
جورج هیل هودل جونیور (۱۰ اکتبر ۱۹۰۷–۱۶ مه ۱۹۹۹) یک پزشک آمریکایی است. بعد از قتل الیزابت شورت یا کوکب سیاه در سال ۱۹۴۷، هودل یکی از مظنونین پرونده شد. او هیچگاه رسماً متهم نشد و بعد از مرگش و با گفته‌های پسرش استیو هودل، یک کارآگاه جنایی در لس آنجلس، اتهامش بیش از پیش مورد توجه قرار گرفت و گفته شد که او مسئول مرگ شورت و چند قتل دیگر بوده‌است. پیش از پرونده کوکب، برای مرگ منشی اش، روث اسپالدینگ، در لیست مظنونین قرار گرفت ولی متهم نشد. او به تجاوز به دخترش، تامار هودل، نیز متهم شد ولی تبرئه شد. هودل چندین بار از کشور فرار کرد و بین سال‌های ۱۹۵۰ تا ۱۹۹۰ را در فیلیپین گذراند.

## زندگی شخصی
جورج هیل هودل جونیور در ۱۰ اکتبر ۱۹۰۷ متولد شد و در لس آنجلس کالیفرنیا بزرگ شد. والدین او جورج هودل سینیور و استر هودل، اجداد یهودی و روسیه ای داشتند. تنها پسرشان بسیار تحصیل کرده و باهوش بود (بهره هوشی ۱۸۶). او نابغه موسیقی نیز بود و در شراین ادیتوریوم لس آنجلس، کنسرت‌های تک نفره پیانو برگزار می‌کرد. سرگئی راخمانینف برای شنیدن کارهایش به خانه آن‌ها می‌آمد. هودل به دبیرستان ساوث پاسادنا رفت و در ۱۵ سالگی فارغ‌التحصیل شد و وارد مؤسسه فناوری کالیفرنیا در پاسادنا شد. اما یک سال بعد خبر رسوایی رابطه جنسی او با همسر یکی از اساتید پخش شد و او مجبور به ترک دانشگاه شد. آن زن باردار شد و هودل می‌خواست با هم بچه را بزرگ کنند ولی زن نپذیرفت و در عین حال، ازدواجش نابود شد.
تا سال ۱۹۲۸، هودل با زنی به نام امیلیا به صورت غیررسمی ازدواج کرد و صاحب پسری به نام دانکن شد. در دهه ۱۹۳۰ به صورت قانونی با مدلی از سن فرانسیسکو به نام دوروتی آنتونی ازدواج کرد و صاحب دختری به اسم تامار شد.
هودل در ژوئیه ۱۹۳۲ از دانشکده پیش-پزشکی برکلی فارغ‌التحصیل شد و سریع در دانشگاه پزشکی کالیفرنیا، سن فرانسیسکو ثبت نام کرد و در ژوئیه ۱۹۳۶ مدرکش را گرفت.
بعد از موفقیت در رشته خود و اخذ مقام ریاست اداره بهداشت اجتماعی شهر، تا دهه ۱۹۴۰ جایگاه بالایی در جامعه لس آنجلس کسب کرد. او شیفته جنبه تاریک فراواقع گرایی و فساد همراه با آن صحنه هنری بود و با هنرمندانی چون من ری و جان هیوستون رفاقت داشت. هودل همراه با ری و تنی چند از فراواقع گرایان به سادومازوخیسم و جنبه تاریک تر هنر و فلسفه علاقه داشت و همراه با مردان جوان تر هالیوود شیفته جشن، نوشیدن و زن بازی بود.
دومین همسر قانونی هودل، زن سابق جان هیوستون، یعنی دوروتی هاروی بود که در سال ۱۹۴۰ با هم ازدواج کردند. هودل همسرش را «دورِرو» صدا می‌زد تا در میان دوستانشان، با زن دیگرش دوروتی آنتونی اشتباه نشود؛ ولی مطبوعات او را با نام دوروتی هیوستون-هودل می‌شناختند.
هودل در سال ۱۹۴۵ یک خانه ساودن خرید و از سال ۱۹۴۵ تا ۱۹۵۰ در آن ملک هالیوودی زندگی کرد. آن سازه در سال ۱۹۲۶ توسط لوید رایت (پسر معمار معروف آمریکایی، فرانک لوید رایت) ساخته شده بود و تا به امروز تحت عنوان نقطه تاریخ لس آنجلس شناخته می‌شود. هودل در این خانه بزرگ مشغول چندهمسری بود: در اواخر دهه ۱۹۴۰ و در دوره مرگ اسپالدینگ و شورت، هودل با «دوررو» و سه فرزندشان (از جمله استیون که بعداً کتابی دربارهٔ یک پرونده نوشت تا ثابت کند که جورج هودل قاتل بوده)، با اولین همسر قانونیش دوروتی آنتونی و دخترشان تامار و گاهی با همسر غیررسمی اش امیلیا (مادر بزرگ‌ترین فرزند هودل) آنجا زندگی می‌کرد. به علاوه گاهی به سراغ معشوقه‌های موقتی می‌رفت. بعداً چندین شاهد به چنین روابطی بین او و شورت اشاره کردند.
هودل در مارس ۱۹۵۰ از آمریکا به هاوایی رفت که آن زمان جزء قلمرو ایالت متحده بود. در آن جا با یک زن فیلیپینی سطح بالا به نام هورتنسیا لاگودا ازدواج کرد (بعد از ۴ فرزند، آن‌ها در دهه ۱۹۶۰ از هم جدا شدند؛ این زن بعداً با نام هورتنسیا استارک عضو کنگره فیلیپین شد). هودل در سال ۱۹۹۰ به آمریکا بازگشت و برای چهارمین بار در سن فرانسیسکو به صورت قانونی با زنی به نام جون ازدواج کرد و تا آخر عمرش همان‌جا ماند. او در سال ۱۹۹۹ در ۹۱سالگی فوت کرد.

## مظنون قتل و تجاوز
اولین بار در سال ۱۹۴۵ و بعد از مرگ منشی اش، روث اسپالدینگ، در اثر اوردوز مواد پلیس به هودل مظنون شد. گفته می‌شد هودل این زن را کشته تا رد پای کلاهبرداری مالی خود را بپوشاند (مثلاً از بیماران بابت آزمایش‌هایی پول می‌گرفت که هرگز انجام نمی‌شدند) و می‌خواسته از چندین راز باارزش محافظت کند که از طریق مشتریانش در ارائه خدمات سقط غیرقانونی، راجع به پلیس و سیاستمداران به دست آورده بوده‌است. در این زمان، هودل مدتی به چین رفت و با اداره امداد و توانبخشی سازمان ملل کار کرد. این اتفاقات نخستین بار در سال ۲۰۰۴ مورد توجه عموم قرار گرفتند.
در ۱۵ ژانویه ۱۹۴۷، جسد عریان الیزابت شورت ۲۲ساله در کوچه ای خالی در لیمرت پارک لس آنجلس پیدا شد. شورت به شکلی وحشیانه مثله شده بود. بدنش از کمر دو نیم شده و دهانش گوش تا گوش بریده شده بود. این پرونده توجه زیادی به خود جلب کرد و یکی از بزرگ‌ترین تحقیقات در تاریخ واحد پلیس لس آنجلس شد. این پرونده هیچ وقت حل نشد. اما مقامات در آن زمان با صدها مظنون صحبت کردند و نهایتاً روی ۲۵نفر متمرکز شدند که جورج هیل هودل جونیور نیز در میانشان بود. چندین جنبه این پرونده ارتباط قدرتمندی با فراواقع گرایی و به خصوص کارهای من ری داشت.
در اواخر سال ۱۹۴۹، دختر نوجوان هودل به نام تامار او را به تجاوز جنسی و باردار کردنش متهم کرد (بچه به صورت غیرقانونی سقط شد). هودل پس از یک جلسه دادسی پرسروصدا تبرئه شد. در این ماجرا سه شاهد وجود داشت که در اقدامات جنسی نیز مشارکت کردند. دو نفر از آن‌ها در دادگاه شهادت دادند و سومی حرفش را پس گرفت و عقب‌نشینی کرد. گفته می‌شود که جورج هودل او را تهدید و مجبور به سکوت کرده بوده‌است. دادگاه باعث شد تامار دروغگو به نظر برسد و گفته شد تمام اتهام تجاوز را برای جلب توجه از خود درآورده است.
هودل در سال ۱۹۴۹ و بعد از دادرسی به تجاوز جنسی، به یکی از مظنونین قتل الیزابت شورت تبدیل شد. ابتدا اتهامات جنسی بررسی شدند و مشخص شد که تامار ادعا کرده که پدرش قاتل کوکب است. مدرک پزشکی هودل نیز شک‌ها را بیشتر کرد چون فرضیه این بود که هرکس جسد شورت را دونیم کرده، مهارت‌های جراحی داشته‌است. حداقل هشت شاهد ادعا کردند که از نزدیک از رابطه بین شورت و هودل در سال ۱۹۴۶ خبر داشته‌اند. جزئیات کامل تحقیق تنها در سال ۲۰۰۳ ارائه شد، یعنی زمانی که «پرونده جورج هودل-کوکب سیاه» در صندوق دفتر دادستان ناحیه لس آنجلس کشف شد. این پرونده نشان داد که در سال ۱۹۵۰، هودل مظنون اصلی کوکب سیاه بود. از ۱۵ فوریه تا ۲۷ مارس ۱۹۵۰ نیز پلیس در ملک شخصیش اش در هالیوود شنود کار گذاشته بوده‌است. رونویس مکالمه‌ها فاش کرد که هودل در کار سقط غیرقانونی بوده، به نیروهای پلیس رشوه می‌داده و احتمالاً در مرگ منشی اش و الیزابت شورت دست داشته‌است. او در نوارهای پلیس می‌گوید:
فرض کنیم من کوکب سیاه را کشتم. حالا نمی‌توانند چیزی را ثابت کنند. آن‌ها دیگر نمی‌توانند با منشی ام صحبت کنند چون او مرده. فکر می‌کردند چیز مشکوکی وجود داشته. درهرحال، حالا شاید فهمیده باشند. کشتمش. شاید واقعاً من منشی ام را کشتم.
در ژوئن ۱۹۴۹ و بعد از قتل لوییز اسپرینگر یا «قتل شاخه سبز» نیز هودل یکی از مظنونین بود و از او بازجویی شد. البته شواهد مرتبط با این اتهام تا ژوئیه ۲۰۱۸ در دسترس عموم قرار نگرفت.
در اکتبر ۱۹۴۹، نام جورج هودل در یک گزارش مکتوب و رسمی برای هیئت منصفه آمد و از او به عنوان یکی از پنج مظنون اصلی قتل شورت یاد شد ولی هیچ‌یک از این مظنونین برای بررسی اتهام فراخوانده نشدند. در آوریل ۱۹۵۰، جمیسون به شواهد کافی رسید و می‌خواست هودل را برای قتل شورت دستگیر کند ولی او دوباره آمریکا را ترک کرد. هودل مدرکی در روانپزشکی گرفت و به مدت ۳سال در زندان منطقه ای هاوایی، به زندانی‌ها مشاوره داد. سپس به فیلیپین رفت و خانواده جدیدی تشکیل داد و ظاهراً تا سال ۱۹۹۰ همان‌جا ماند. نهایتاً او در سال ۱۹۹۹ و بدون ثبت هیچ اتهامی فوت کرد. اما پسرش استیو نوشته که به باور او، جورج هودل از سال ۱۹۵۸ تتا ۱۹۸۸ (به خصوص ۱۹۶۶–۱۹۶۹)، هرساله چندین بار به آمریکا می‌آمده تا قتل‌های بیشتری مرتکب شود و بعد به فیلیپین برمی‌گشته‌است.